# Rodenberg
Rodenberg – miasto w Niemczech, w kraju związkowym Dolna Saksonia, w powiecie Schaumburg, siedziba gminy zbiorowej Rodenberg.

## Geografia
Rodenberg leży na trasie drogi krajowej B442, ok. 10 km na wschód od miasta Stadthagen.